# Iglesia del Santo Ángel Custodio (Vall de Uxó)
La iglesia parroquial del Santo Ángel Custodio, sita en la plaza del santo Ángel de la localidad de Vall de Uxó (Provincia de Castellón, España) es un edificio religioso construido entre los siglos XVII y XVIII en estilos barroco y neoclásico.
La iglesia fue iniciada en 1634 según las trazas de Tomás Lleonart y Tomás Panes, y se encargó la construcción a Joan del Río y Joan de Igual, canteros del lugar de Pina. Posiblemente este edificio concluido en 1669 fuese renacentista con fachada con frontón triangular, doble torre campanario, de una sola nave y ábside circular. 
En el siglo XVIII el templo se amplió iniciándose las obras en 1739, se ampliaron las capillas laterales hasta convertirlas en naves, se levantó el crucero, el presbiterio, las sacristías y capilla del Sagrario. 
El edificio actual es de planta de cruz latina con nave central y dos naves laterales que tiene pequeños espacios entre los contrafuertes destinados a altares laterales A la izquierda, en el lado noroeste, se encuentra la capilla del Carnadari, que ocupa el perímetro de lo que pudo ser la primitiva iglesia. En la cabecera se encuentran la sacristía y la capilla del sagrario, esta última con planta de cruz invertida con una pequeña cúpula y linterna. El trasagrario es rectangular con una bóveda central elíptica. La nave central esta cubierta con bóveda de cañón con lunetos, dividida en cuatro tramos por arcos fajones. Cada uno de los espacios de las naves laterales está cubierto con una cúpula.
El crucero destaca en planta, en el centro y sobre un tambor octogonal se eleva la cúpula, cubierta al exterior con teja azul vidriada. El presbiterio es rectangular cubierto con bóveda de cañón. Las cúpulas y las pechinas están decoradas al fresco, así como la bóveda del presbiterio y el trasagrario. 
La fábrica exterior del edificio es de piedras de pequeño e irregular tamaño, unidas con argamasa de cal y arena con sillares en las esquinas y portadas. En la fachada principal, situada a los pies del edificio, destaca la portada con un cuerpo inferior adintelado, con almohadillado en las esquinas. A la derecha se encuentra la torre campanario, de planta cuadrada realizada en sillería en el cuerpo de campanas.